# Клеванов, Михаил Васильевич
Михаил Васильевич Клеванов (29 августа 1933 — 27 июля 2014) — советский и российский инженер, директор Калужского завода телеграфной аппаратуры, заслуженный машиностроитель РСФСР, Почётный гражданин города Калуги (2003).

## Биография

Мемориальная доска в Калуге

В 1976 году Михаил Клеванов возглавил «Калужский завод телеграфной аппаратуры» (КЗТА), осуществлял руководство по 2003 год. Благодаря осуществлённой им стратегии деятельности предприятия тому удалось уверенно работать и в условиях плановой экономики (внедрив бригадный подряд, освоив новые средства связи: выпуск рулонных электронных телеграфных аппаратов РТА-80, РТА-80Л и РТА-100, прошедшая в стране Олимпиада-80 освещалась через телексы РТА-80 производства КЗТА), и продолжить работу в условиях рыночных отношений 1990-х годов и даже выйти на международные рынки, в частности был освоен серийный выпуск контрольно-кассовой машины АМС-100.
В 2003 году присвоено звание «Почётный гражданин города Калуги».
Жил в д. 61 на улице Ленина в Калуге (мемориальная доска).
Ушёл из жизни 27 июля 2014 года, прощание прошло 29 июля 2014 года в клубе КЗТА.